# Tour de France 2013/15. Etappe
Die 15. Etappe der Tour de France 2013 fand am 14. Juli 2013 statt. Sie führte von Givors zum Mont Ventoux und ist mit 242,5 km die längste Etappe der 100. Austragung der Tour de France. Im Verlauf der Etappe gab es eine Bergwertung der Ehren-, eine der dritten sowie drei der vierten Kategorie und eine Sprintwertung. Damit zählt die fünfzehnte Etappe als Hochgebirgsetappe.

## Rennverlauf
Nach einigen vom Peloton gekonterten Fluchtversuchen konnte sich Thomas De Gendt nach knapp 20 Kilometern als Erster etwas vom Feld absetzen und so die erste Bergwertung für sich entscheiden, bevor ihn das Peloton wieder einholte. Die zweite kurz darauf folgende Bergwertung sicherte sich mit Pierre Rolland der Mann in Gepunkteten Trikot. Nach etwa 40 Kilometern konnte sich eine zehnköpfige Gruppe um Sprinter Peter Sagan absetzen. Aus dieser heraus sicherte sich Julien El-Farès die dritte Bergwertung der vierten Kategorie. Nachdem die Ausreißer zwischenzeitlich neun Minuten Vorsprung hatte, arbeitete sich das Peloton wieder heran, sodass bei der vierten Bergwertung, die sich Jérémy Roy vor Christophe Riblon sicherte, nur noch drei Minuten Vorsprung übrig blieben. Bis kurz nach dem Zwischensprint, den Sagan nutzte, um seine Führung im Kampf um das Grüne Trikot auszubauen, hielt die Ausreißer-Gruppe einen Vorsprung zwischen drei und vier Minuten. Danach sorgte das Sky-Team um den Gesamtführenden Chris Froome für die Nachführarbeit, sodass das Tempo hoch war. Dies führte zum Zurückfallen von Sagan sowie dem Herausfallen Rollands aus dem Peloton.
Am Fuße des Mont Ventoux startete Sylvain Chavanel aus der Spitzengruppe heraus einen Angriff. Christophe Riblon und Markel Irízar folgten mit etwas Abstand, der Rest der Ausreißer wurde am beginnenden Anstieg vom Peloton geschluckt. Kurz darauf setzten sich Jan Bakelants und Mikel Nieve vom Feld ab um Chavanel zu folgen, Irízar fiel zurück ins Hauptfeld. Nach einer Attacke Nairo Quintanas wurden Chavanel und Bakelants vom Feld gestellt, während Nieve und Quintana das Feld anführten. Nachdem Peter Kennaugh den ersten Teil des Berges die Arbeit für den Mann in Gelb, Chris Froome, übernahm, hatte dieser zehn Kilometer vor dem Ziel mit Richie Porte noch einen Teamkollegen an seiner Seite. Im ersten Teil des Anstiegs hinauf zum Mont Ventoux fielen aus dem Hauptfeld bereits Cadel Evans und die Sprinter heraus. Nach einigen Tempoverschärfungen Portes fielen aus der etwa 20-köpfigen Gruppe um das Maillot Jaune alle Fahrer bis auf eben Porte und Froome sowie der Spanier Alberto Contador heraus, darunter auch Bauke Mollema, Laurens ten Dam, Michał Kwiatkowski, Andrew Talansky, Alejandro Valverde, Jakob Fuglsang und Roman Kreuziger. Knapp sieben Kilometer vor dem Ziel setzte sich Froome von Contador und Helfer Porte ab und machte sich auf die Verfolgung von Quintana und Nieve.
Kurz darauf holte Froome Quintana ein, der jedoch am Hinterrad des Briten bleiben konnte. Dahinter folgten Nieve und Contador, darauf das Feld um die weiteren gutplatzierten Klassementfahrer. Nach einigen gescheiterten Attacken konnte Froome knapp einen Kilometer vor der Bergankunft nochmals das Tempo verschärfen und Quintana abschütteln. Froome konnte noch beinahe 30 Sekunden Vorsprung auf Quintana herausfahren, der als Zweiter das Ziel erreichte. Dahinter folgten Nieve und der am Berg herangekommene Joaquim Rodríguez. Danach kamen in geringen Abständen die Verfolger Froomes Kreuziger, Contador, Fuglsang, Mollema und ten Dam ins Ziel. Alle weiteren Fahrer hatten im Ziel über zwei Minuten Rückstand. Zum kämpferischsten Fahrer wurde am Nationalfeiertag der Franzose Chavanel gewählt, während Froome nicht nur den Vorsprung im Gesamtklassement auf über vier Minuten vor Mollema ausbauen, sondern auch die Bergwertung vom eingebrochenen Rolland übernehmen konnte. In der Nachwuchswertung konnte Quintana die Führung von Kwiatkowski zurückerobern während Sagan weiterhin in Grün fahren durfte. Als bestes Team behauptete sich Saxo-Tinkoff.

## Bergwertungen
| Côte d'Eyzin-Pinet Kategorie 4 nach 20,5 km auf 436 m 3,1 km bei 4,9 % |         |                       |        |
| 1.                                                                     | Belgien | Thomas De Gendt (VCD) | 1 Pkt. |

| Côte de Primarette Kategorie 4 nach 26,5 km auf 459 m 2,6 km bei 4,1 % |            |                      |        |
| 1.                                                                     | Frankreich | Pierre Rolland (EUC) | 1 Pkt. |

| Côte de Lens-Lestang Kategorie 4 nach 44,5 km auf 424 m 2,1 km bei 3,8 % |            |                       |        |
| 1.                                                                       | Frankreich | Julien El-Farès (SOJ) | 1 Pkt. |

| Côte de Bourdeaux Kategorie 3 nach 143 km auf 651 m 4,2 km bei 5,7 % |            |                         |        |
| 1.                                                                   | Frankreich | Jérémy Roy (FDJ)        | 2 Pkt. |
| 2.                                                                   | Frankreich | Christophe Riblon (ALM) | 1 Pkt. |

| Mont Ventoux Kategorie HC nach 242,5 km auf 1912 m 20,8 km bei 7,5 % |                        |                              |         |
| 1.                                                                   | Vereinigtes Konigreich | Chris Froome (SKY)           | 50 Pkt. |
| 2.                                                                   | Kolumbien              | Nairo Quintana (MOV)         | 40 Pkt. |
| 3.                                                                   | Spanien                | Mikel Nieve (EUS)            | 32 Pkt. |
| 4.                                                                   | Spanien                | Joaquim Rodríguez (KAT)      | 28 Pkt. |
| 5.                                                                   | Tschechien             | Roman Kreuziger (TCS)        | 24 Pkt. |
| 6.                                                                   | Spanien                | Alberto Contador (TCS)       | 20 Pkt. |
| 7.                                                                   | Danemark               | Jakob Fuglsang (AST)         | 16 Pkt. |
| 8.                                                                   | Niederlande            | Bauke Mollema (BEL)          | 12 Pkt. |
| 9.                                                                   | Niederlande            | Laurens ten Dam (BEL)        | 8 Pkt.  |
| 10.                                                                  | Frankreich             | Jean-Christophe Péraud (ALM) | 4 Pkt.  |

## Punktewertungen
| Zwischensprint in Malaucène nach 208 km auf 311 m |                        |                              |         |
| 1.                                                | Slowakei               | Peter Sagan (CAN)            | 20 Pkt. |
| 2.                                                | Frankreich             | Sylvain Chavanel (OPQ)       | 17 Pkt. |
| 3.                                                | Sudafrika              | Daryl Impey (OGE)            | 15 Pkt. |
| 4.                                                | Niederlande            | Wout Poels (VCD)             | 13 Pkt. |
| 5.                                                | Frankreich             | Jérémy Roy (FDJ)             | 11 Pkt. |
| 6.                                                | Spanien                | Alberto Losada (KAT)         | 10 Pkt. |
| 7.                                                | Spanien                | Markel Irízar (RLT)          | 9 Pkt.  |
| 8.                                                | Frankreich             | Pierrick Fédrigo (FDJ)       | 8 Pkt.  |
| 9.                                                | Frankreich             | Christophe Riblon (ALM)      | 7 Pkt.  |
| 10.                                               | Deutschland            | André Greipel (LTB)          | 6 Pkt.  |
| 11.                                               | Vereinigtes Konigreich | Mark Cavendish (OPQ)         | 5 Pkt.  |
| 12.                                               | Spanien                | José Joaquín Rojas Gil (MOV) | 4 Pkt.  |
| 13.                                               | Spanien                | Imanol Erviti (MOV)          | 3 Pkt.  |
| 14.                                               | Spanien                | Jonathan Castroviejo (MOV)   | 2 Pkt.  |
| 15.                                               | Costa Rica             | Andrey Amador (MOV)          | 1 Pkt.  |

| Zielsprint in Mont Ventoux nach 242,5 km auf 1912 m |                        |                              |         |
| 1.                                                  | Vereinigtes Konigreich | Chris Froome (SKY)           | 20 Pkt. |
| 2.                                                  | Kolumbien              | Nairo Quintana (MOV)         | 17 Pkt. |
| 3.                                                  | Spanien                | Mikel Nieve (EUS)            | 15 Pkt. |
| 4.                                                  | Spanien                | Joaquim Rodríguez (KAT)      | 13 Pkt. |
| 5.                                                  | Tschechien             | Roman Kreuziger (TCS)        | 11 Pkt. |
| 6.                                                  | Spanien                | Alberto Contador (TCS)       | 10 Pkt. |
| 7.                                                  | Danemark               | Jakob Fuglsang (AST)         | 9 Pkt.  |
| 8.                                                  | Niederlande            | Bauke Mollema (BEL)          | 8 Pkt.  |
| 9.                                                  | Niederlande            | Laurens ten Dam (BEL)        | 7 Pkt.  |
| 10.                                                 | Frankreich             | Jean-Christophe Péraud (ALM) | 6 Pkt.  |
| 11.                                                 | Belgien                | Bart De Clercq (LTB)         | 5 Pkt.  |
| 12.                                                 | Australien             | Michael Rogers (TCS)         | 4 Pkt.  |
| 13.                                                 | Spanien                | Alejandro Valverde (MOV)     | 3 Pkt.  |
| 14.                                                 | Irland                 | Daniel Martin (GRS)          | 2 Pkt.  |
| 15.                                                 | Australien             | Richie Porte (SKY)           | 1 Pkt.  |